# Alejandro Carnicero

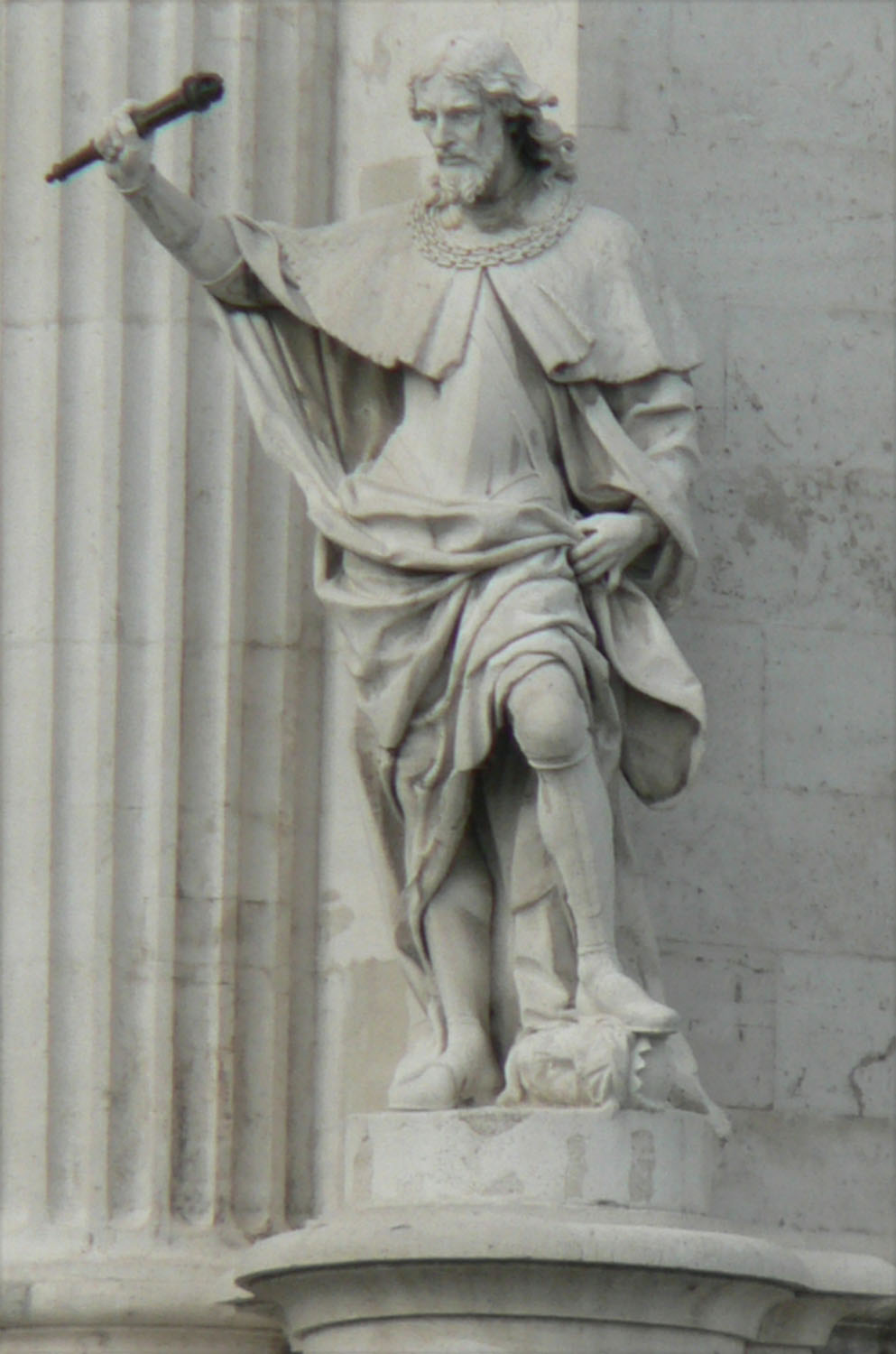
Sancho III Wielki rzeźba zdobiąca Pałac Królewski w Madrycie

Alejandro Carnicero (ur. 17 czerwca 1693 w Íscar, zm. 6 października 1756 w Madrycie) – hiszpański rzeźbiarz barokowy i rytownik.

## Życiorys
Pochodził z Íscar w prowincji Valladolid. Kształcił się w Salamance u rzeźbiarza José de Larry Domíngueza, z którym współpracował rzeźbiąc stalle do chóru katedry w Salamance. Przeprowadził się z rodziną do Madrytu w 1749 roku. W stolicy otrzymał zamówienie na trzy figury władców Hiszpanii, będące częścią serii wykonanej przez różnych rzeźbiarzy. Figury miały zdobić Pałac Królewski, część z nich została ustawiona na przyległym placu Oriente. Wykonał liczne ryciny na podstawie własnych rzeźb. W Muzeum Prado zachowały się płaskorzeźby Carnicera o tematyce historycznej należące do serii zleconej wielu rzeźbiarzom. Płaskorzeźby miały zdobić nadproża w galeriach Pałacu Królewskiego w Madrycie. Przy tym projekcie pracowali także jego synowie.
Miał czterech synów: malarzy Isidra i Antonia, rzeźbiarza Gregoria i rytownika José.